# Thelma Madrigal
Thelma Madrigal Gálvez (Cidade do México, 31 de dezembro de 1984) é uma atriz, bailarina
e modelo mexicana.

## Biografia
Thelma nasceu na Cidade do México. No ano de 2010, ela ingressou-se no Centro de Educación Artística (CEA) da Televisa. Nesse mesmo ano, fez parte do elenco da novela Para volver a amar. Esta personagem lhe rendeu a indicação de Melhor atriz revelação.
Em 2011 co-protagonizou  a telenovela juvenil Esperanza del corazón e dividiu créditos com Lucía Méndez, Mane de la Parra, Carmen Aub, Bianca Marroquin e Patricio Borghetti.
Em 2012 antagonizou a novela La mujer del vendaval ao lado de José Ron e Ariadne Díaz.
Em 2013 co-protagonizou a telenovela Por siempre mi amor, ao lado de Pablo Lyle e Susana González, e dividiu créditos com Guy Ecker, Dominika Paleta, Sofía Castro e Héctor Suárez Gomis.
Em 2014, interpretou a antagonista principal da novela La sombra del pasado, onde atuou novamente ao lado de Pablo Lyle e Susana González.
Em 2016 protagonizou a telenovela Corazón que miente interpretando Mariela Salvatierra, e atuando pela terceira vez ao lado de Pablo Lyle e dividiu créditos com Diego Olivera, Dulce Maria, Helena Rojo, Alejandro Tommasi e María Sorté.
Retorna as telenovelas como protagonista da primeira etapa de La Maldad de Regina Soler, como a ambiciosa, fria e perversa protagonista . Em seguida integra o elenco de El regreso de Estela Carrillo , produzida por Rosy Ocampo no papel de Yolanda "Yoli''

## Carreira

### Telenovelas
| Ano       | Título                | Personagem               | Categoria       |
| --------- | --------------------- | ------------------------ | --------------- |
| 2025      | Me atrevo a amarte    | Ivana                    |                 |
| 2020      | De brutas, nada       |                          |                 |
| 2016      | Corazón que miente    | Mariela Salvaterra Morán | Protagonista    |
| 2014-2015 | La sombra del pasado  | Valéria Zamudio Navarro  | Antagonista     |
| 2013-2014 | Por siempre mi amor   | Aranza de la Riva Arenas | Co-Protagonista |
| 2012-2013 | La mujer del vendaval | Luisa Castelo Amaral     | Antagonista     |
| 2011-2012 | Esperanza del corazón | Elisa Duprís Landa       | Protagonista    |
| 2010-2011 | Para volver a amar    | Paola González Palacios  | Co-Protagonista |

### Programas
| Ano  | Título             | Personagem |
| ---- | ------------------ | ---------- |
| 2012 | Como dice el dicho | Lucy       |

## Prêmios e indicações

### Prêmio TVyNovelas
| Ano  | Categoria              | Telenovela            | Resultado |
| ---- | ---------------------- | --------------------- | --------- |
| 2016 | Melhor atriz juvenil   | La sombra del pasado  | Indicada  |
| 2014 | Melhor atriz juvenil   | La mujer del vendaval | Indicada  |
| 2012 | Melhor atriz juvenil   | Esperanza del corazón | Indicada  |
| 2011 | Melhor atriz revelação | Para volver a amar    | Indicada  |

## Ligações Externas
- Thelma Madrigal no X
- Biografia de Thelma Madrigal em esmas.com (em castelhano)